# Primera batalla de Solskjell
La primera batalla de Solskjell (c. 864) fue la primera incursión de Harald I de Noruega en su intento de unificar Noruega bajo su poder, sometiendo los reinos vikingos de occidente. Huntiof de Nordmøre y Nokkve de Romsdal, caudillos vikingos al sur de Trøndelag, unieron sus fuerzas para frenar las embestidas del rey Harald.
El rey Harald salió victorioso, ambos caudillos perecieron en el enfrentamiento, pero el hijo de Huntiof, Solve Klove, puedo escapar y a partir de entonces se convirtió en el principal y encarnizado enemigo que sacudió constantemente los cimientos del reino en las costas de Møre durante muchos años.
Tras la batalla, Nordmøre y Romsdal se sometieron al poder real. Harald permaneció el resto del verano en la zona.

## Novela histórica
El escritor español Juan Andrés Martínez Sánchez recreó las batallas de Solskjell en su libro El cantar de Harald, basándose en las sagas nórdicas.